# Isophya bureschi
Isophya bureschi је врста инсекта из реда правокрилаца - Orthoptera.

## Распрострањење
Ово је изузетно ретка врста, насељава само Србију и Бугарску.. У Србији је забележена први пут 2008. године у близини Власинског језера. Осим на Власини врста је у Србији присутна и на Старој планини у близини села Сенкос.

## Опис и станиште
Спада међу крупније зрикавце. Зелене је боје, без претерано израженог полног диморфизма у обојености. Насељава ливаде и шумарке на високим планинама.

## Биологија
Животни циклус завши за непуних годину дана. Специфична песма мужјака се чује чак са 20м удаљености,а период певања је пре подне од 9:00 до 12:00, и увече од 7:00 до 9:00.